# La Niña

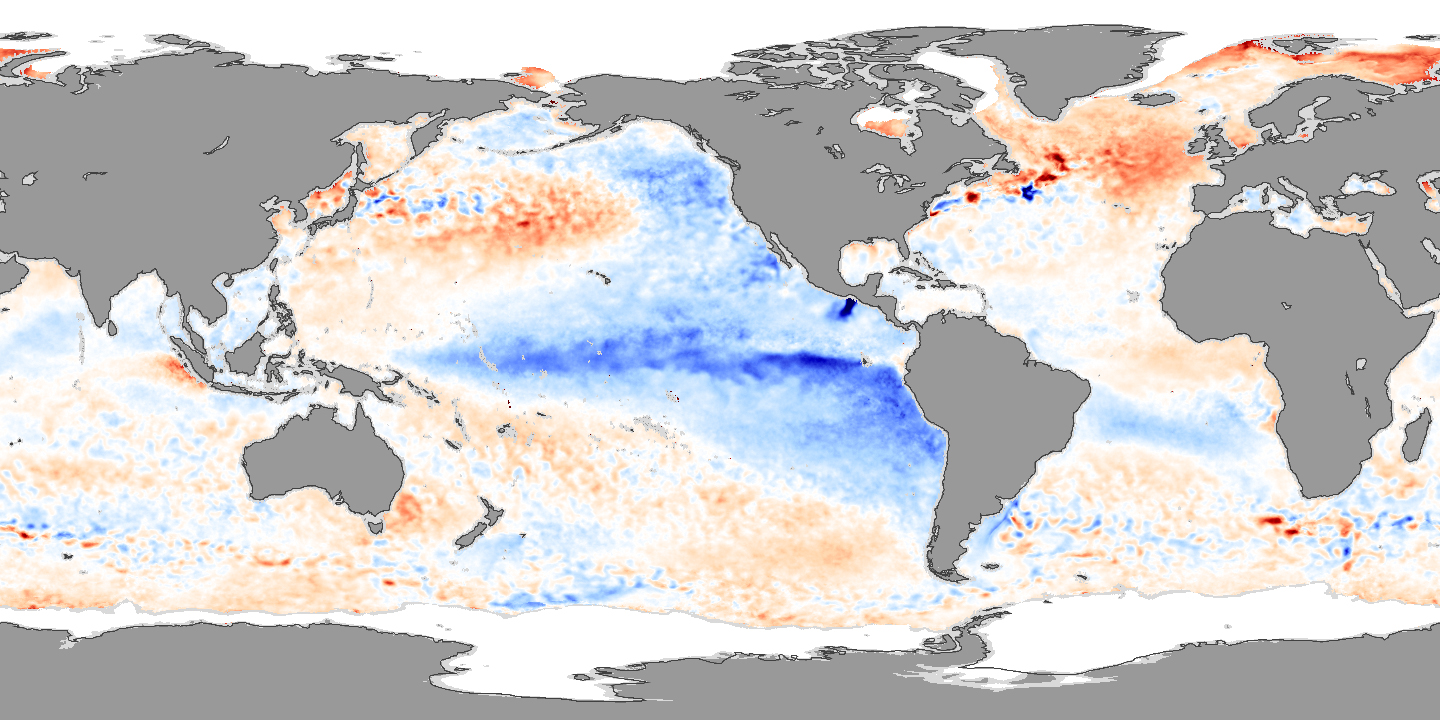
Anomálie povrchové teploty oceánů v listopadu 2007, které ukazují situaci v případě jevu La Niña
záporné anomálie
kladné anomálie

La Niña  [la ˈni.ɲa] je oceánský a atmosférický jev, který je chladnějším protějškem jevu El Niño, jako součást širšího klimatického modelu ENSO (El Niño – jižní oscilace). Název La Niña pochází ze španělštiny a znamená „holčička“, analogicky k názvu El Niño, který znamená „chlapeček“. V minulosti se jevu také říkalo anti-El Niño nebo El Viejo – „stařec“.
Během období La Niña bývá povrchová teplota moře ve východní rovníkové části středního Tichého oceánu nižší než obvykle o 3 až 5 °C. Výskyt jevu La Niña přetrvává nejméně pět měsíců. Má rozsáhlý vliv na počasí na celém světě, zejména v Severní Americe, a dokonce ovlivňuje období hurikánů v Atlantiku a Tichém oceánu, kdy se v důsledku nízkého střihu větru a vyšším teplotám povrchu moře vyskytuje více tropických cyklón v Atlantiku, zatímco v Tichém oceánu se tropická cyklogeneze snižuje.